# Johan Gripenborg
Johan Gripenborg, hette före adlandet Berger, född 1653 i Norrköping, död 25 mars 1737, var en svensk underståthållare.

## Biografi
Johan Gripenborg föddes 1653 och döptes 14 september samma år i Norrköping. Han var son till guldsmeden Göran Bernegau. Gripenborg blev 1674 notarie i slottskansliet i Stockholm, 27 februari 1681 stadsfiskal, 1 mars 1700 slottsfogde i Stockholm och 24 oktober 1710 underståthållare, stadfästas i tjänsten samma datum. Han adlades 6 juni 1711 till Gripenborg och introducerades i Sveriges Riddarhus 1719 som nummer 1451. Gripenborg tog avsked från tjänsten 1728. Han avled 1737 och slött själv sin adliga ätt.

### Familj
Gripenborg gifte sig första gången med Magdalena Holmstedt (död 1692), dotter av borgmästaren Anders Bengtsson i Falun.
Gripenborg gifte sig andra gången 3 april 1700 i Stockholm med Barbro Törne (1683–1759), dotter till borgmästaren Nils Hansson Törne och Ursila Andersén i Stockholm. De fick tillsammans dottern Christina Charlotta Gripenborg (död 1738) som var gift med landshövdingen Gustaf Samuel Gyllenborg.

## På andra projekt
- Wikisource har originalverk som rör Johan Gripenborg.